# 延岡商工会議所
延岡商工会議所（のべおかしょうこうかいぎしょ、英語名:The Nobeoka Chamber of Commerce and Industry）は、主に宮崎県延岡市内において営業している商工業者・団体で運営されている宮崎県商工会議所連合会に属する商工会議所。

## 概要
延岡商工会議所は「商工会議所法」により認可された特殊法人。
〒882-0053
宮崎県延岡市幸町3丁目101
延岡駅西口街区ビル3階
TEL:0982-33-6666
FAX:0982-33-6682
（全国100番目の認可で、平成26年度で創立80周年を迎えた）

### 事業目的
定款第１条 :地区内における商工業者の共同社会を基盤とし、商工業の総合的な改善発達を図り、かねて社会一般の福祉の増進に資しもってわが国商工業の発展に寄与する。
| 役職     | 氏名      | 所属                            | 備考 |
| -------- | --------- | ------------------------------- | ---- |
| 会頭     | 吉玉 典生 | 吉玉精練株式会社代表取締役社長  |      |
| 副会頭   | 米田 昌樹 | 旭化成株式会社延岡支社 総務部長 |      |
|          | 森 龍彦   | 上田工業株式会社 代表取締役社長 |      |
|          | 松山 昭   | 延岡信用金庫 理事長             |      |
|          | 甲斐 稔康 | 株式会社興電舎 代表取締役       |      |
| 専務理事 | 黒木 清   | 常勤                            |      |

### 議員数
70人（常議員含む）

### 事務局職員
14人

### 会員数
1,450人（令和5年5月1日現在）